# Geografia turystyczna
Geografia turystyczna – naukowe określenie walorów turystycznych krajobrazu, zbadanie możliwości ruchu turystycznego z zachowaniem istotnych cech pierwotnych krajobrazu, a zarazem ustalenie racjonalnego wykorzystania tego ruchu. W okresie późniejszym Stanisław Leszczycki zmienił termin geografia turystyczna na geografia turyzmu.